# Джерело (пам'ятка природи, Березанський район)
Джерело — гідрологічна пам'ятка природи місцевого значення в Україні. Розташована на території Березанського району Миколаївської області, у межах Рибаківської сільської ради.
Площа — 0,5 га. Статус надано згідно з рішенням Миколаївської обласної ради № 281 від 11.12.1990 року задля збереження та охорони виходів ґрунтових вод.
Пам'ятка природи розташована в селі Рибаківка.
Територія заповідного об'єкта слугує для збереження та охорони виходів ґрунтових вод.